# Nicolas-Henri Jardin
Nicolas-Henri Jardin, född 22 mars 1720, död 31 augusti 1799 i Paris, var en fransk arkitekt.
Jardin trädde 1755 i dansk tjänst 1755 och utnämndes till kunglig intendent och professor vid konstakademin. Han var verksam särskilt vid anläggningen av Marmorkirken, byggde Bernstorff slott och Marienlyst, Det Gule Palæ, Sølvgades kasern, ombyggde Thottske Palæ med flera byggnader. Han har i nyklassisk inriktning utövat ett betydande inflytande på dansk byggnadskonst. 1771 återvände Jardin till Frankrike. Jardin är representerad vid Nationalmuseum.